# Xylopia excellens
Xylopia excellens R.E.Fr. – gatunek rośliny z rodziny flaszowcowatych (Annonaceae Juss.). Występuje naturalnie w Peru, Kolumbii, Wenezueli, Gujanie, Gujanie Francuskiej oraz Brazylii (w stanach Amazonas i Amapá). 

## Morfologia
PokrójZimozielone drzewo dorastające do 2–4 m wysokości.
LiścieMają kształt od eliptycznego do podłużnego. Mierzą 16–26 cm długości oraz 5–6 szerokości. Nasada liścia jest rozwarta. Wierzchołek jest spiczasty. Ogonek liściowy jest nagi i dorasta do 4–5 cm długości.
KwiatySą pojedyncze. Rozwijają się na łodydze kwiatowej. Działki kielicha mają trójkątny kształt. Płatki mają kształt od podłużnego do trójkątnego i dorastają do 22–28 mm długości. Słupków jest do 20.
OwoceZłożone z 8–20 rozłupni. Mają eliptyczny kształt. Osiągają 24–27 mm długości oraz 15 mm średnicy.

## Biologia i ekologia
Rośnie w wiecznie zielonych lasach i w lasach liściastych. Występuje na terenach nizinnych.